# Bud Luckey
William Everett Luckey (Billings, Montana; 28 de julio de 1934-Newtown, Connecticut; 24 de febrero de 2018) fue un animador, dibujante, cantante, músico, diseñador, compositor, artista y actor de voz estadounidense. Fue conocido fundamentalmente por su trabajo en Pixar como diseñador de personajes para Toy Story, Boundin', Toy Story 2, A Bug's Life, Monsters, Inc., Buscando a Nemo, Cars, Los Increíbles, Ratatouille y Toy Story 3. Puso voz a diversos personajes animados como Rick Dicker en Los Increíbles, Chuckles el payaso en Toy Story 3 y como el personaje de Winnie the Pooh de la clásica serie de libros para niños.

## Biografía

### Primeros años de vida y servicio militar
Luckey nació y se crio en Billings, Montana. Sirvió en la Fuerza Aérea de los Estados Unidos durante la Guerra de Corea. Más tarde trabajó como artista ilustrador con las Fuerzas de Ocupación Aliadas de la OTAN en Europa y África del Norte desde 1953 hasta 1954 y, finalmente, con el Comando Aéreo Estratégico desde 1954 hasta 1957.
Entre los lugares donde Luckey sirvió en la Fuerza Aérea se encontraba la Base Aérea Nouasseur, también conocida como Nouasseur Air Depot, una base de ataque de bombarderos nucleares y un depósito de almacenamiento de armas nucleares al sur de Casablanca (Marruecos). Allí sirvió con el Comando de Materiales Aéreos de la Tercera Fuerza Aérea, Distrito Sur (ahora parte del Comando de Materiales de la Fuerza Aérea). Las estaciones de servicio adicionales eran Lackland AFB y Kelly AFB (ahora forman parte de Joint Base San Antonio) así como Portland AFB (ahora conocida como Portland Air National Guard Base). Siguió siendo un reservista de la Fuerza Aérea hasta mediados de la década de 1960.

### Formación en la Escuela de Arte y primeros trabajos
Tras concluir el servicio activo de la Fuerza Aérea, asistió al Chouinard Art Institute (que más tarde se fusionó con la Academia de Música de California para formar el Instituto de Artes de California (Cal Arts) de 1957 a 1960. Fue un estudioso de Disney y recibió clases de animación profesional en la Universidad del Sur de California con el veterano dibujante de Disney Art Babbitt. Una vez graduado, Luckey trabajó durante un tiempo como asistente y aprendiz de Babbitt en Quartet Films en Los Ángeles.
Trabajó como animador para The Alvin Show en 1961. También trabajó como animador y director de secuencia en un programa piloto para el especial de televisión de la revista Mad, producido por sus viejos amigos Jimmy Murakami y Gordon Bellamy. En 1977, intervino en la película animada The Mouse and His Child, y como animador asistente no acreditado en la primera película animada de Don Bluth, The Secret of NIMH.

### Anuncios comerciales en televisión
Luckey trabajó en la agencia de publicidad Guild, Bascom y Bonfigli que más tarde se fusionó con Dancer Fitzgerald Sample para convertirse en 1967, en Saatchi & Saatchi.Entre 1961 y 1969 fue agente publicitario, director de arte y productor. Trabajó en diversos anuncios comerciales de televisión, de empresas muy heterogéneas: Kellogg's (Tigretón), Froot Loops (Toucan Sam) y Rice Krispies (Snap, Crackle y Pop), así como los productos Dolly Madison de las panaderías interestatales con personajes de Charles M. Schulz Peanuts. Creó los personajes de "Bosco Dumbunnies" para el producto amplificador de leche con sabor a chocolate Best Foods, el jarabe de chocolate Bosco. Los anuncios comerciales fueron realizados por los reconocidos animadores Fred Wolf y Jimmy Murakami. En 1966 ganó un Premio Clio para el comercial de General Mills Betty Crocker "Magic Faucet".
Luckey también trabajó con el animador Alex Anderson, que era Vicepresidente de Televisión de la Agencia Guild-Bascom-Bonfigli en ese momento. Anderson creó los personajes de Rocky the Flying Squirrel, Bullwinkle y Dudley Do-Right, así como el más oscuro Crusader Rabbit.
La agencia Guild-Bascom-Bonfigli, a pesar de estar en San Francisco, también era conocida por su trabajo en campañas políticas. El Director Creativo de la agencia, Maxwell "Bud" Arnold, fue considerado un destacado experto en el incipiente campo de la publicidad televisiva para la política. Su experiencia consiguió atraer a un buen número de figuras políticas clave a la lista de la agencia. En ese sentido, Luckey trabajó en las campañas presidenciales de John F. Kennedy, Robert F. Kennedy y Hubert Humphrey, que fueron clientes de la agencia durante su mandato.
Los personajes de Peanuts de Charles M. Schulz, como Charlie Brown y Snoopy, fueron utilizados por la agencia Dancer Fitzgerald Sample para los productos de su cliente, Interstate Bakeries vendidos bajo la marca Dolly Madison. Luckey fue nombrado Director de Arte Senior y Productor de toda la publicidad que incluía a los personajes de Schulz. Como resultado, Luckey a menudo visitaba a Schulz para revisar material así como también al famoso animador Bill Melendez, cuyo estudio produjo la animación que contenía los personajes de Schultz. La relación de Luckey con Schultz y Meléndez fue tal que después de que Luckey dejara la agencia en 1969 para formar su propia compañía de animación, Dancer Fitzgerald Sample lo contrató durante varios años para continuar trabajando en las campañas de Dolly Madison con personajes de Schultz.
Mientras trabajaba en la agencia Guild Bascom & Bonfigli - Dancer Fitzgerald Sample, Luckey colaboró con el redactor Don. Ambos se hicieron amigos de por vida hasta la muerte de Hadley en 2007. Después de dejar la agencia, Hadley y Luckey cocrearon numerosos cortometrajes para la serie de televisión Barrio Sésamo.
El marionetista Jim Henson trabajó con Luckey en comerciales a mediados de la década de 1960. Siguieron siendo amigos cercanos hasta la muerte de Henson en 1990. Esa amistad repercutió en el trabajo de Luckey en Barrio Sésamo y en su trabajo de ilustración con los personajes de Muppet realizados por Henson en los años setenta y ochenta.

### Plaza Sésamo
Luckey escribió y animó muchos cortometrajes para Plaza Sésamo y el Taller de televisión para niños durante la década de los setenta, a menudo también haciendo la voz. Entre ellos se encuentran "The Ladybugs 'Picnic", la serie Donnie-Bud (con el coescritor Don Hadley) con números del 2 al 6, "Penny Candy Man", "Martian Beauty", "7 The Alligator King","Lovely Eleven Morning","The Old Woman Who Lived in a Nine" y la galardonada miniserie "Longie and Shorty the Rattlesnakes". Volvió a trabajar en un segmento más para Barrio Sésamo en 1990, llamado "Z - Zebu". Muchas de las obras de Luckey en Plaza Sésamo fueron creadas por su viejo amigo, colaborador creativo, escritor y letrista Don Hadley (1936-2007).
Luckey fundó su propio estudio de animación, la Luckey-Zamora Picture Moving Company, a principios de la década de 1970 y fusionó su operación con Colossal Pictures a finales de la década de 1980 antes de unirse a Pixar en 1992. La compañía amplió espacio en el estudio en el Produce District de San Francisco, hasta convertirse en los años setenat y ochenta en el estudio de animación más grande en el área de la Bahía de San Francisco.
Sus créditos cinematográficos incluyeron el largometraje animado, The Extraordinary Adventures of the Mouse and His Child, en 1977.
Trabajó en un especial de televisión de 1990, Betty Boop's Hollywood Mystery, e hizo el diseño de personajes para la serie animada Regreso al Futuro, entre 1991 y 1992.

### Pixar
En el lanzamiento en DVD de 2005 de Los Increíbles de Pixar, además del corto Boundin', nominado al Oscar por Bud Luckey, el estudio incluía una breve biografía de Luckey titulada "¿Quién es Bud Luckey?". En esa biografía incluida en el DVD, el vicepresidente ejecutivo creativo de Pixar (y ahora de Disney) John Lasseter declaró: "Bud Luckey es uno de los verdaderos héroes anónimos de la animación".
Luckey se unió a Pixar en 1990 como diseñador de personajes, artista de guiones gráficos y animador de Toy Story. John Lasseter acredita a Luckey con la creación y el diseño de la estrella de Toy Story, Woody, un vaquero. Originalmente el personaje era un muñeco de ventrílocuo como el personaje de Edgar Bergen, Charlie McCarthy. Se convirtió en una muñeca parlante con una cuerda y una pistolera sin arma.
Los diseños de personajes de Luckey también se pueden ver en A Bug's Life, Toy Story 2, Monsters, Inc., Buscando a Nemo, Cars, Ratatouille, WALL•E: batallón de limpieza, Up y en Toy Story 3, en el que también hace sonar un payaso llamado Chuckles.
En 2003, Luckey saltó a la fama por el cortometraje Boundin', que se estrenó teatralmente como la caricatura de apertura de Los Increíbles. Fue nominado para un Premio de la Academia al Mejor Corto Animado en 2003. Luckey escribió y diseñó el cortometraje, además de componer la música y la letra. Boundin' ganó el ASIFA Hollywood Annie Award ese mismo año.
En Los Increíbles, Luckey interpretó el papel del agente Rick Dicker de la National Supers Agency (NSA). En el comentario del DVD de la película, el director Brad Bird bromea que tuvo la idea de comenzar Boundin' con Rick Dicker entrando a su oficina a altas horas de la noche, sacando una botella de "bebida" y un banyo para comenzar a cantar la canción de una oveja bailarina que se vuelve tímida después de ser esquilada. También prestó su voz a Chuckles en Toy Story 3 y Vacaciones en Hawái.

### Últimos años y fallecimiento
A los 69 años, Luckey escribió, dirigió, compuso y actuó como cantante y narrador en solitario en el cortometraje animado de Pixar 2004 Boundin', que ganó el Annie Award y una nominación al Oscar en la categoría de Mejor cortometraje animado.
Luckey fue abandonando progresivamente su trabajo en Pixar desde 2008, hasta hacerlo de modo definitivo en 2014. Si bien continuó colaborando con el estudio esporádicamente principalmente como intérprete de voces de personajes, hasta su muerte en 2018.
Luckey murió por causas naturales en un centro de cuidados paliativos de Newtown (Connecticut), a los 83 años, tras sufrir una enfermedad prolongada. En lugar de flores, la familia solicitó que se realizaran donaciones al Instituto de las Artes de California, Bud Luckey Scholarship Fund.
Era el padre de Andy Luckey, animador, director y productor, conocido fundamentalmente como el productor de la serie de televisión de Tortugas Ninja Adolescentes Mutantes.

## Premios y distinciones
Premios Óscar
| Año  | Categoría                  | Película | Resultado |
| ---- | -------------------------- | -------- | --------- |
| 2004 | Mejor cortometraje animado | Boundin' | Nominado  |